# Oussalne
Oussalne est une petite ville du Togo située dans la Préfecture de Bassar, dans la région de la Kara

## Géographie
Oussalne est situé à environ 65 km de Kara.

## Vie économique
- Coopérative paysanne

## Lieux publics
- École primaire